# Cch’ (písně)
Cch’ (čínsky pchin-jinem cí, znaky zjednodušené 词, tradiční 詞) je žánr čínských lyrických písní populární především v sungském období (960–1279).

## Historie
Písně cch’ jsou doloženy od 8. století. Vycházely z klasické písňové formy lü-š’, lidových písní jižní Číny a měst, a vlivů hudby národů žijících severně a severozápadně od Číny.
Písně cch’ původně patřily do prostředí profesionálních zpěvaček z městských zábavních čtvrtí, převažovaly mezi nimi milostné melancholické písně. Jazyk byl blízký hovorové řeči, mísila se v nich klasická čínština s paj-chua a slangem nevěstinců. Texty písní cch’ měly nepravidelnou formu v závislosti na melodii na které byly napsané, ve verši se proto střídá různý počet slabik. Básně byly rýmované, rozpadaly se do slok, uplatňovala se kombinace tónů.
Forma cch’ se během tchangského a sungského období postupně mezi vzdělanci stala všeobecně známou a vyvinula se v seriózní útvar. V sungském období (960–1279) se staly zvláště populárním žánrem čínské poezie. Témata pak byla buď hluboce osobní (například vzpomínky na přátele), vlastenecká (boj Sungů s barbary) nebo filozofická.
V období severní Sung byly melodie, na které se písně psaly, ještě známé, koncem období jižní Sung však upadaly do zapomenutí, písně se odtrhly od hudební složky, a nadále je psali především literáti pouze ke čtení. Ty cch’, které si zachovaly spojení s hudbou, se přerodily v písně čchü.
Prvním z významných autorů cch’ byl básník konce tchangského období Wej Čung († 910). Předními autory poezie typu cch’ byli poté poslední panovník říše Jižní Tchang Li Jü, básnířka Li Čching-čao a sungští Su Š’, Liou Jung, Ou-jang Siou a Sin Čchi-ťi. Básně cch’ psal o mnoho později i Mao Ce-tung.